# Agassiziella
Agassiziella é um gênero de mariposa pertencente à família Crambidae.